# Alboácem Alaxari
Alboácem Alaxari em caligrafia árabe
Alboácem Ali ibne Ismail/Ismael Alaxari (em árabe: ابو الحسن علي ابن إسماعيل اﻷشعري; romaniz.: Abū al-Hasan Alī ibn Ismā'īl al-Ash'arī; Baçorá, 873/874 — Bagdá, entre 932 e 941) foi um teólogo islâmico. Ele dá nome à escola alaxarita de calâm e considerado um dos fundadores do calâm sunita. Originalmente, ele pertencia ao mutazilismo, mas rompeu com essa doutrina, voltou-se para a doutrina de ibne Kullab e escreveu textos contra o mutazilismo. Mais tarde, a escola kullabita, à qual Alaxari pertencia, foi renomeada em sua homenagem. Os estudiosos sunitas consideram Alaxari como aquele que pôs fim à era de domínio do mutazilismo no calâm. No que diz respeito à definição da fé, Alaxari orientou-se pelas posições murjistas.
Alaxari era descendente da nona geração de Abu Musa Alaxari. No entanto, seus oponentes teológicos duvidavam de sua descendência desse conhecido companheiro do Profeta e, por isso, negavam-lhe o nome árabe “Alaxari”. Quando falavam dele, chamavam-no pelo nome de seu avô, ibne Abi Bischr.

## Biografia

### Família e professores
Pouco se sabe sobre a vida de Alaxari. Al-Jatib al-Baghdadi observa que ouviu um homem de Baçorá dizer que Alaxari nasceu no ano 260 da Hégira (= 873/874 d.C.). Segundo ibne Asakir, seu pai, um estudioso sunita do hádice, nomeou antes de sua morte o estudioso xafeíta do hádice e do fiqh, Zakarīyā ibn Yahyā as-Sādschī (morto em 920) como seu tutor. Segundo um relato que remonta ao servo de Alaxari em Baçorá, Alaxari teria vivido dos rendimentos de uma propriedade rural que seu avô Bilāl ibn Abī Burda Alaxari havia doado para seus descendentes. Suas despesas anuais teriam sido de 17 dirrãs.
Entre seus professores do hádice estavam Abū Chalīfa al-Fadl ibn al-Habbāb al-Dschumahī, Sahl ibn Nūh al-Basrī, Muhammad ibn Yaʿqūb al-Muqrī, ʿAbd ar-Rahmān ibn Chalaf ad-Dabbī e seu pai adotivo as-Sādschī. Em Baçorá, Alaxari também foi aluno de Abū ʿAlī al-Jubbā'ī (morto em 915), o principal estudioso mutazilista de calâm da época. Após ter sido seu aluno por várias décadas, ele também o teria representado em disputas públicas. A relação com Abū ʿAlī al-Jubba'i também é atestada por declarações do próprio Alaxari, pois em vários trechos do Maqālāt al-islāmīyīn wa-ḫtilāf al-muṣallīn ele usa frases como “Esta é a doutrina de al-Jubbā'ī. Ele mesmo me disse isso” ou “no decorrer de uma discussão entre mim e ele”. Fontes posteriores, como Abulfeda (nascido em 1331), afirmam que a mãe de Alaxari se casou com al-Jubba'i após a morte de seu pai.

### Sua conversão à Suna
O evento mais importante na vida de Alaxari foi sua ruptura com a escola mutazilista. Ibne ʿAsākir explica, com base em ibne Fūrak, que isso ocorreu em algum momento após o ano 300 (= 912/913 d.C.). Existem vários relatos diferentes sobre sua conversão. O mais antigo deles é de ibne Nadim (morto em 995/8). Ele relata que Alaxari subiu em um banco na mesquita congregacional de Baçorá e exclamou em voz alta:
Aqueles que me conhecem sabem quem eu sou. E para aqueles que não me conhecem, eu me apresento: sou Fulano, filho de Fulano, e costumava ensinar a criação do Alcorão. Também ensinava que Deus não pode ser visto com os olhos e que sou o autor de minhas más ações. Agora, arrependo-me, renuncio a essas opiniões e estou determinado a refutar o mutazilismo e a revelar suas doutrinas e erros perversos.— 
Ibn ʿAsākir relata cinco diferentes versões sobre o motivo que levou Alaxari a romper com o mutazilismo. Segundo o primeiro deles, Alaxari fez várias perguntas a seus dois professores, para as quais não encontrou respostas satisfatórias, o que o deixou perplexo. Certa noite, enquanto refletia sobre um problema dogmático, ele se levantou, rezou duas vezes e pediu a Deus que o guiasse pelo caminho certo. Em sonho, ele viu o enviado de Deus, que lhe disse: “Siga minha Suna (ʿalaika bi-sunnatī)!” Depois disso, ele comparou os problemas do calâm com o que encontrou no Alcorão e nos relatos sobre o Profeta e manteve somente o que concordava com ele, descartando o resto. Conforme o segundo relato, a conversão de Alaxari ocorreu depois de ele ter seguido os ensinamentos mutazilista por 40 anos e, em seguida, ter se retirado para sua casa por 15 dias. O terceiro relato é semelhante ao de ibne Nadim. Segundo o quarto relato, que é muito narrativo, sua ruptura com o mutazilismo ocorreu após uma sequência de três sonhos no mês do Ramadã, nos quais ele conversava com o enviado de Deus. O quinto relato também menciona as três visões oníricas do Profeta, mas a descrição do primeiro sonho é mais detalhada e conta-se que o Profeta, nesse sonho, pediu especificamente que ele professasse a crença na visão de Deus na vida após a morte, o que o levou a questionar também as outras doutrinas mutazilistas e, após o terceiro sonho, a professar a doutrina sunita.
William Montgomery Watt considerou que esses relatos estavam “em total concordância com as visões da psicologia moderna” e que não havia motivo para que, “além de pequenas divergências, eles não fossem autênticos”. Michel Allard, por outro lado, afirmou que “somente devido às suas diferenças” era difícil “confiar plenamente nesses relatos”.
Algumas fontes mencionam outro fator na conversão de Alaxari, a saber, uma série de debates públicos com seu professor al-Dschubbā'ī, que Alaxari venceu. O mais famoso desses debates foi aquele que tratou dos conceitos de justiça divina (ʿadl) e da obrigação divina de sempre zelar pelo maior bem possível (al-aṣlaḥ) da humanidade. Ao longo desse debate, ele se esforçou para mostrar que o conceito mutazilista de que Deus é obrigado a proporcionar o maior bem possível às suas criaturas é inválido. William Montgomery Watt supôs que a rivalidade com o inteligente filho de Abū ʿAlī al-Jubbā'ī, Abū Hāschim, que sucedeu seu pai na liderança do mutazilismo de Baçorá, poderia ter sido um fator que contribuiu para que Alaxari deixasse o mutazilismo.

### Vida após a conversão
Após sua conversão, Alaxari escreveu vários livros contra os mutazilistas. Em um deles, que tratava dos atributos divinos e era o seu maior, ele refutou um livro que ele mesmo havia escrito anteriormente sobre o mesmo tema, do ponto de vista mutazilista. Nas fontes também se encontram muitas histórias sobre seus debates com os mutazilistas. Ibn Fūrak (morto em 1015) é citado dizendo que Alaxari se tornou conhecido após sua conversão no ano 300 (= 912/13 d.C.) e que seus livros se espalharam.
Em uma data desconhecida, Alaxari mudou-se para Bagdá, onde viveu até o fim de sua vida. Segundo Duncan Black MacDonald, sua mudança para Bagdá, um ambiente dominado por influências hambalistas, reforçou seu anti-mutazilismo ainda hesitante. Segundo Al-Chatīb al-Baghdādī, Alaxari frequentava em Bagdá, às sextas-feiras, as aulas do jurista xafeísta Abū Ishāq al-Marwazī (morto em 951) na mesquita al-Mansūr. Alaxari refere-se várias vezes em seus escritos a um grupo de estudiosos como “nossos companheiros” (aṣḥābunā). Provavelmente, ele se referia aos seguidores de ibne Kullab, entre os quais ibne Nadim também o inclui em seu Fihrist. Autores posteriores, como ibne Taimia, estavam certos de que Alaxari, após se afastar da doutrina mutazilista, “seguiu o caminho de ibne Kullab” (salaka ṭarīqat Ibn Kullāb). Ibne Aljauzi escreve que, após formular sua própria posição doutrinária, Alaxari viveu em constante medo, pois ela contrariava a posição sunita. Para escapar da morte, ele acabou buscando refúgio na casa de Abū l-Hasan at-Tamīmī.
As informações sobre a data da morte de Alaxari variam. Ibne Furaque e Abzeme afirmam que ele morreu em 324 (= 935/936 d.C.). Al-Chatīb al-Baghdādī, por outro lado, ouviu o homem de Baçorá dizer que ele só morreu depois de 330 (= depois de 941 d.C.), e um homem chamado Abū l-Qāsim ʿAbd al-Wāḥid ibne ʿAlī contou-lhe que Alaxari morreu entre 320 e 330 (= entre 932 e 941 d.C.) em Bagdá e foi enterrado em Maschraʿat ar-rawāya, no cemitério de uma mesquita perto de um banho público. Maschraʿat ar-rawāya (“Cais dos Jarros”) era um bairro no sudoeste de Bagdá.

## Obras
Ibne Asakir apresenta em seu livro Tabyīn kaḏib al-muftarī fī-mā nusiba ilā ʾl-imām Abī ʾl-Ḥasan al-Ašʿarī (“Explicação das mentiras do caluniador sobre o que foi atribuído ao imã Abū l -Hasan Alaxari”) uma lista de 105 obras de Alaxari. Destas, apenas as seis obras a seguir foram preservadas:

### Maqālāt al-islāmīyīn
Maqālāt al-islāmīyīn wa-ḫtilāf al-muṣallīn (“Os ensinamentos dogmáticos dos seguidores do Islã e a dissidência dos fiéis”) é uma obra doxográfica que apresenta as doutrinas dos diferentes pensadores muçulmanos. A obra foi editada por Hellmut Ritter. Rudolf Strothmann dedicou um longo ensaio à obra.
Alaxari incorporou nesta obra trabalhos anteriores com a mesma orientação temática, como, por exemplo, o Kitāb al-Maqālāt do mutazilista Zurqān (morto em 891/892). Segundo M. Allard, a obra divide-se em três partes: o Maqālāt propriamente dito (p. 1–300 da edição de Ritter), um Kitāb fī daqīq al-kalām (“Livro sobre a sutileza do calâm”; p. 301–482) e um Kitāb fī l-asmāʾ wa-ṣ-ṣifāt (“Livro sobre nomes e atributos”; p. 483–611). Para a primeira parte, um trecho permite determinar o ano 291/904 como terminus post quem, o período mais cedo possível para alguma parte do texto ter sido fixado em forma escrita. Allard acredita que a estrutura da obra reflete a conversão de Alaxari: enquanto a primeira parte apresenta a doutrina mutazilita de forma objetiva e positiva, a segunda parte contém ataques violentos contra essa doutrina.

### Kitāb al-Lumaʿ
O Kitāb al-Lumaʿ (“Livro dos Destaques”) compreende um breve prefácio e dez capítulos. Richard J. McCarthy traduziu o livro para o inglês. No capítulo 1, que trata da existência de Deus e seus atributos, Alaxari se opõe às concepções antropomórficas de Deus e defende a necessidade da reflexão filosófica (naẓar) para o conhecimento da verdade. Neste último caso, ele se refere ao exemplo de Abraão, que, como relata o Alcorão na sura 6:76f, só reconheceu a unidade de Deus dessa maneira. O capítulo 2 trata do Alcorão e da vontade divina (irāda), o capítulo 3 dedica-se à prova de que a vontade divina abrange todas as coisas criadas no tempo (muḥdaṯāt). No capítulo 4, Alaxari trata da visão de Deus, no capítulo 5 do conceito de predestinação (qadar) e no capítulo 6 da capacidade de ação (istiṭāʿa) do homem. Aqui, ele baseia-se na doutrina da “aquisição” (iktisāb) das ações pelo homem. No capítulo 7, Alaxari trata da justiça e injustiça de Deus, no capítulo 8, da posição do pecador, no capítulo 9, ele reafirma a doutrina de que nenhum crente muçulmano permanecerá no inferno por toda a eternidade, e no capítulo 10, ele trata do imamato. O Kitāb al-Lumaʿ era obviamente o escrito teológico mais popular de Alaxari; al-Baqillani (morto em 1013) e ibne Furaque (morto em 1015) escreveram comentários sobre ele, e o mutazilita al-Qadi Abd al-Jabbar (morto em 1024) refutou-o em um escrito intitulado Naqd al-Lumaʿ. Citações diretas do livro em obras dos seguidores de Alaxari indicam que originalmente havia duas revisões, das quais a atualmente disponível é a mais curta.

### al-Ibāna ʿan uṣūl ad-diyāna
Al-Ibāna ʿan uṣūl ad-diyāna (“A exposição sobre os fundamentos da religião”) é uma exposição polêmica e apologética dos dogmas fundamentais, dirigida contra os mutazilitas e os seguidores de Jahm ibne Safwan (morto em 745). O livro foi traduzido para o inglês por Walter C. Klein com o título The Elucidation of Islam's foundation. Em termos de orientação, o livro é consideravelmente mais tradicionalista do que o Kitāb al-Lumaʿ. No terceiro capítulo, contém uma confissão à doutrina de Amade ibne Hambal, que é elogiado como “imã excelente e líder perfeito”. McCarthy expressou dúvidas sobre a autenticidade da obra por esse motivo.
Segundo um relato transmitido pelo hambalita Qādī Ibn Abī Yaʿlā (morto em 1131) transmitiu em sua obra Ṭabaqāt al-Ḥanābila, Alaxari escreveu a obra após sua chegada a Bagdá, a fim de provar sua própria ortodoxia ao erudito hambalita al-Barbahārī, sem, no entanto, atingir esse objetivo. Enquanto ibne Asakir (morto em 1176) rejeitou essa narrativa como uma invenção, Richard Frank considerou-a uma explicação plausível para a forte orientação tradicionalista da obra.

### Outras obras preservadas
- Risāla ilā ahl aṯ-ṯaġr bi-Bāb al-Abwāb (“Carta aos habitantes da fortaleza fronteiriça em Bāb al-Abwāb”) é um breve compêndio de seus ensinamentos, que ele escreveu, segundo Richard M. Frank, logo após sua conversão.[52] A obra foi publicada pela primeira vez em 1928.[53]
- al-Iman (“A fé”) é uma obra curta sobre a natureza da fé. Wilhelm Spitta a editou e traduziu para o alemão.[54]
- al-Ḥaṯṯ ʿalā al-baḥṯ (“O incentivo à discussão”) é uma defesa polêmica do uso de argumentos especulativos e terminologia formal em discussões teológicas, dirigida contra os tradicionalistas radicais. A obra foi provavelmente escrita depois da Ibāna. Foi publicada várias vezes com o título Risālat Istiḥsān al-ḫauḍ fī ʿilm al-kalām (“Carta sobre a defesa do estudo da ciência calâm”). O título correto, indicado nas listas de obras de Alaxari de ibne ʿAsākir e ibne Farhūn, aparece em um manuscrito da obra descoberto na década de 1980.[46] Richard J. McCarthy traduziu o livro para o inglês.[55] George Makdisi, que se baseia na imagem hambalita de Alaxari, questionou a autenticidade desta obra.[56]

### Obras não preservadas
Embora a maioria das obras de Alaxari tenham se perdido, a lista de obras de ibne ʿAsākir contém breves resumos de várias delas. A maioria dos títulos dessa lista foi retirada por ibne ʿAsākir do aluno indireto de Alaxari, ibne Furaque (morto por volta de 1015). Sessenta desses títulos, por sua vez, remontam a uma lista que o próprio Alaxari elaborou e incluiu em seu livro al-ʿUmad fī ruʾya. Ela vai até o ano 320h (= 932 d.C.). Os outros títulos, que cobrem os anos de 320 a 324, foram acrescentados pelo próprio ibne Furaque. Por fim, ibne ʿAsākir também acrescentou alguns títulos isolados. Entre as obras não preservadas de Alaxari estão:
- Um livro com respostas às perguntas de Abu Hashim al-Jubba'i, ditadas para ibne Abī Sālih at-Tabarī.[58]
- al-Fuṣūl, um livro abrangente em 12 volumes para refutar os ateus e todos os grupos não islâmicos, como filósofos, naturalistas, grupos de pensadores que rejeitam a crença em um deus criador, dualistas, brâmanes, judeus, cristãos e mazdaquitas, com seus respectivos argumentos.[59]
- Um livro sobre a criação das ações (ḫalq al-aʿmāl), no qual refutava os argumentos do mutazilismo e dos primeiros teólogos islâmicos que rejeitavam o conceito da predestinação.[60]
- Um livro sobre a possibilidade de contemplar Deus através do olhar, no qual refutava os argumentos do mutazilismo, que defendia a opinião contrária.[61]
- Um livro extenso refutando o Awāʾil al-adilla, de Abū l-Qāsim al-Balchī, sobre os princípios fundamentais do mutazilismo, com um apêndice refutando as afirmações de al-Balchi em sua obra ʿUyūn al-masāʾil sobre os atributos de Deus.[62]
- Uma refutação de ibne al-Rawandi sobre os atributos de Deus e do Alcorão.[63]
- A refutação de um livro de Abū l-Qāsim al-Balchī, no qual este corrigia os erros de ibne al-Rawandi em relação à arte do Jadal.[64]
- al-Muḫtazan, comentário teológico do Alcorão em 100 ou 500 volumes, que continha refutações de interpretações heréticas dos versículos individuais. No entanto, o comentário provavelmente só chegava até a sura 18.[65]
- Um livro sobre o ijtihad nas decisões jurídicas.
- Um livro sobre se é possível particularizar uma regra geral do Alcorão com o qiyas.[66]
- Uma refutação da Meteorologia de Aristóteles.[67]

## Posições

### Confissão de fé do “Maqālāt al-islāmīyīn”
Na obra Maqālāt al-islāmīyīn, de Alaxari, encontra-se uma longa profissão de fé, que ele apresenta como “a totalidade dos ensinamentos dos tradicionalistas e sunitas” (ǧumlat qaul aṣḥāb al-ḥadīṯ wa-ahl as-sunna). Essa confissão de fé contém, entre outros, os seguintes pontos:
In al-Aschʿarīs Werk Maqālāt al-islāmīyīn findet man ein längeres Glaubensbekenntnis, das er als „Gesamtheit der Lehre der Traditionalisten und Sunniten“ (ǧumlat qaul aṣḥāb al-ḥadīṯ wa-ahl as-sunna) präsentiert. Dieses Glaubensbekenntnis enthält unter anderem die folgenden Punkte:
- a confissão de Deus, seus anjos, suas escrituras (sagradas), seus profetas, o que veio de Alá (como revelação) e o que foi transmitido por pessoas confiáveis (homens de confiança) do profeta...
- a confissão de que Deus é único e eterno... que Maomé é seu servo e profeta, que o paraíso é verdadeiro e o inferno é verdadeiro...
- a confissão de que Deus está sentado em seu trono e tem duas mãos, dois olhos e um rosto, como ele disse no Alcorão, sem questionar como.[69]
- a confissão de que não há nada de bom ou mau na Terra, exceto o que Deus deseja, e que as coisas acontecem conforme a vontade de Deus...
- a confissão de que não há outro criador além de Deus, que Deus cria as más ações dos homens, que Deus cria as ações dos homens e que os homens não conseguem criar nada...
- a doutrina de que o Alcorão é a palavra criada por Deus...
- a doutrina de que Deus será visto com os olhos no dia do juízo final...
- a confissão da intercessão (šafāʿa) do enviado de Deus, bem como o fato de que ela se estende àqueles de sua umma que cometeram pecados graves (kabāʾir) [...]
- a confissão de que a fé consiste em palavras e ações e pode aumentar e diminuir [...][70]
- a hierarquia Abacar, Omar, Otomão, Ali e a confissão de que eles são os califas bem-orientados e os mais excelentes de todos os homens depois do Profeta [...]
- a doutrina de que se pode rezar atrás de qualquer imã, seja ele piedoso ou pecador, nas festas, às sextas-feiras e em comunidade [...],
- o reconhecimento da obrigação da jihad contra os incrédulos, desde que Deus enviou seu profeta até o último grupo que luta contra o Dajjal, e (ainda) mais além...

Alaxari conclui esta profissão de fé com a seguinte afirmação: “E tudo o que mencionamos de seus ensinamentos, nós também ensinamos e defendemos” (wa-bi-kulli mā ḏakarnā min qaulihim naqūlu wa-ilaihī naḏhabu). Michel Allard supõe que ele tenha acrescentado essa afirmação ao texto somente após sua conversão.
Mais adiante nesta obra, ele também professa a doutrina da apropriação das ações (kasb). Ele explica: “Na minha opinião, a verdade é que a aquisição (iktisāb) significa que as coisas acontecem por meio de uma capacidade de ação produzida, de modo que são uma apropriação (kasb) para aquele por cuja capacidade de ação elas acontecem”.

### Pontos principais em que ele discordava do mutazilismo
Segundo William Montgomery Watt, os pontos mais importantes em que Alaxari divergia das doutrinas do mutazilismo eram os seguintes:
1. Ele acreditava que Deus tinha atributos eternos, como conhecimento, visão e fala, e que eram esses atributos que lhe permitiam saber, ver e falar, enquanto os mutazilitas ensinavam que Deus não tinha atributos distintos de sua essência.
2. Enquanto os mutazilitas ensinavam que expressões do Alcorão como a mão e o rosto de Deus devem ser interpretadas metaforicamente como “graça”, “essência”, etc., Alaxari concordava que nada físico estava sendo referido, mas defendia que se tratava de atributos reais, cuja natureza exata era desconhecida. Ele interpretou o fato de Deus estar sentado no trono de maneira semelhante.
3. Contrariando a doutrina dos mutazilitas sobre a natureza criada do Alcorão, Alaxari defendia que se tratava da palavra de Deus, um atributo eterno e, portanto, não criado.
4. Ao contrário da opinião dos mutazilitas de que Deus não pode ser realmente visto, pois isso significaria que ele é corpóreo e, portanto, limitado, Alaxari defendia que a visão de Deus na vida após a morte é uma realidade, mesmo que a forma dessa visão não possa ser compreendida.
5. Ao contrário da ênfase mutazilita na liberdade de vontade nas ações humanas, Alaxari insistia na onipotência de Deus; tanto o bem quanto o mal são desejados por Deus, e ele cria as ações dos homens, criando neles a capacidade de realizar as respectivas ações.
6. Enquanto os mutazilitas, com sua doutrina da posição intermediária (al-manzila bayn al-manzilatain), acreditavam que todo muçulmano que cometesse um pecado grave não era nem crente, nem incrédulo, Alaxari insistia que ele continuava sendo um crente, mas estaria sujeito à punição no fogo do inferno.

Alaxari mantinha a realidade de vários elementos escatológicos, como a bacia, a ponte, a balança e a intercessão de Maomé, que eram negados ou interpretados racionalmente pelos mutazilitas.

### Sua concepção da fé (iman)
Alaxari define em suas obras a palavra Iman, geralmente traduzida como “fé”, de duas maneiras diferentes:
1. No Ibāna, no Maqālāt al-islāmīyīn e no Risāla ilā ahl aṯ-ṯaġr, ele adota a fórmula hambalita de que a fé consiste em palavras e ações e pode aumentar e diminuir (al-Iman qaul wa-ʿamal yazīdu wa-yanquṣu). No Risāla ilā ahl aṯ-ṯaġr, ele acrescenta que a fé aumenta através da obediência (ṭāʿa) e diminui através da desobediência (maʿṣiya).
2. No Kitāb al-Lumaʿ, por outro lado, ele define a fé conforme a concepção murjista como pura “crença em Deus” (at-taṣdīq bi-Llāh).[75] No Maqālāt al-islāmīyīn, ele explica que essa era a posição de Bischr al-Marīsī e ibne al-Rawandi.[76]

No entanto, segundo Daniel Gimaret, essas duas definições diferentes não devem ser colocadas no mesmo nível, porque a primeira era somente uma concessão de Alaxari aos hambalitas. A segunda definição, por outro lado, corresponde à posição autêntica e característica de Alaxari, que também foi transmitida por seu aluno indireto ibne Furaque (morto em 1015), bem como por Abu Mansur al-Baghdadi e Axarastani. Segundo ibne Furaque, Alaxari definiu Iman como “acreditar com o coração” (taṣdīq al-qalb).
No Kitāb al-Lumaʿ, Alaxari justifica a correção dessa definição de Iman com o consenso dos lexicógrafos da língua em que o Alcorão foi escrito. Ele argumenta que o Alcorão também usa a palavra nesse sentido, pois na sura 12:17 está escrito que os irmãos de José disseram ao pai: wa-mā anta bi-muʾmin lanā wa-lau kunnā ṣādiqīn (“Você não acredita em nós, mesmo que falemos a verdade”). A palavra mumin, que forma o particípio ativo de Iman, tem aqui o mesmo significado que muṣaddiq (“considerar verdadeiro”), o particípio ativo de taṣdīq.
Segundo ibne Furaque, Alaxari também reconheceu explicitamente essa orientação muçulmana de seu conceito de fé, enquanto, em uma de suas obras, citou o muçulmano Abū l-Husain as-Sālihī com sua definição de fé e, em seguida, esclareceu que a considerava correta. A definição de as-Sālihī citada no trecho em questão é: “A fé é uma única característica, a saber, o conhecimento de Deus e de que ele é único e nada se equipara a ele, que ninguém além dele merece adoração e ninguém tem mais direito à obediência do que ele.” Segundo ibne Furaque, Alaxari repetiu em várias obras a afirmação de que a fé é uma única característica (ḫaṣla wāḥida). Com isso, ele se opôs à opinião defendida por outros murjistas de que a fé consiste em várias características.
Obras como a oração ritual, a contribuição religiosa obrigatória e a pureza ritual eram consideradas por Alaxari, segundo o testemunho de ibne Furaque, somente disposições (šarāʾiʿ) e sinais (ʿalāmāt) da fé, mas não, a fé em si. Passagens do Alcorão, como aquela que diz que os crentes são aqueles que rezam e fazem doações (sura 8:2–4, 9:71), devem ser entendidas, segundo ele, não como uma definição de crente dada por Deus, mas como uma indicação de como os crentes devem se comportar idealmente. Alaxari considerava, no entanto, que a fé em Maomé era necessária para ser considerado crente, com base num hádice pouco testemunhado, segundo o qual quem não acredita em Maomé também não acredita em Deus.

### A questão do imamato
No Kitāb al-Lumaʿ e al-Ibāna, Alaxari reafirmou a reivindicação de Abacar ao imamato após a morte do Profeta e rejeitou os ensinamentos daqueles que atribuíam essa função a Ali ou a Abas. Um argumento importante para ele era que o próprio Ali e Abas haviam prestado juramento de fidelidade a Abacar. Ele chamava aqueles que atribuíam o imamato a Ali após a morte do Profeta de "rejeitadores" (rafidah), e aqueles que o atribuíam a Abas de rawandis.

## Efeito e recepção

### Alunos
Entre os alunos diretos de Alaxari estavam Abū ʿAbdallah Ibn Mujāhid al-Basrī, Abū l-Ḥasan al-Bāhilī, Abū Sahl as-Suʿlūkī an-Nīsābūrī, Zāhir ibn Ahmad as-Sarachsī, Bundār ibn al-Husain asch-Schīrāzī as-Sūfī, Abū Zaid al-Marwazī, Abū l-Ḥasan ʿAbd al-ʿAzīz at-Tabarī, Abū l-Hasan ʿAlī at-Tabarī, Abū l-Hasan ar-Rummānī, Abū ʿAbdallāh Hamūya as-Sīrāfī, Abū Nasr al-Kauwāz ash-Schiīrāzī, Abū Jaʿfar al-Aschʿarī an-Naqqāsch, Abū l-Ḥasan al-Kirmānī e Abū Muhammad al-ʿIrāqī. Algumas dessas pessoas, por sua vez, transmitiram os ensinamentos de Alaxari aos seus próprios alunos, alguns dos quais se tornaram representantes proeminentes do pensamento alaxarita. Ibne Mujahid, por exemplo, foi professor de al-Baqillani, e Abu al-Hasan al-Bahili foi professor de ibne Furaque e Abu Ishaq al-Isfaraini.
Mais tarde, toda a escola kullabita, à qual Alaxari pertencia, foi renomeada em sua homenagem. Há também um testemunho contemporâneo desse processo, o geógrafo Mocadaci. Ele observa em sua obra Kitāb Aḥsan at-taqāsīm fī maʿrifat al-aqālīm, escrita por volta de 985, que o alaxarismo substituiu a kullabīsmo.

### Elogios
Al-Jatib al-Baghdadi (morto em 1071) elogiou Alaxari por escrever obras contra os hereges, mutazilitas, rafiditas, jahmitas, carijitas e outros inovadores. Ele cita o estudioso xafiíta Abū Bakr as-Sairafī (morto em 942) com a seguinte afirmação: “Os mutazilitas caminhavam com a cabeça erguida, orgulhosos, até que Deus fez com que Alaxari se destacasse e os encerrasse nas cápsulas de sésamo (ou seja, os tornou inofensivos).” (Kānat al-Muʿtazila qad rafaʿū ruʾūsahum ḥattā aẓhar Allāh al-Ašʿarī fa-ǧaḥarahum fī aqmāʿ as-simsim).
Estudiosos como al-Baihaqī (morto em 1066), que tentaram provar a posição privilegiada de Alaxari, referiram-se aos hádices sobre os fadā'il da família de Abū Mūsā al-Aschʿarī e interpretaram-nos como previsões da futura obra de Abū l-Hasan al-Aschʿarī pelo Profeta. Outros estudiosos insinuaram que Alaxari era o mujaddid no início do terceiro século.
Mais tarde, o estudioso sírio ibne ʿAsākir (morto em 1176) redigiu uma defesa abrangente de Alaxari contra as calúnias em seu escrito Tabyīn kaḏib al-muftarī fī-mā nusiba ilā l-imām Abī l-Ḥasan al-Ašʿarī (“Exposição da mentira do caluniador sobre o que foi atribuído ao imã Abū l-Hasan Alaxari”). Richard J. McCarthy fornece um resumo em inglês desta obra em seu estudo The Theology of al-Ash'ari. Ibne ʿAsākir também relata em sua obra que visitou várias vezes o túmulo de Alaxari em Bagdá.

### Críticas
A partir do século XI, Alaxari foi alvo de insultos e calúnias. Assim, o estudioso de hádice Abū ʿAlī al-Hasan ibn ʿAlī al-Ahwāzī (morto em 1055), que vivia em Damasco e pertencia à Sālimīya, ou seja, da escola de Sahl at-Tustarī, escreveu um panfleto difamatório contra ele intitulado Maṯālib Ibn Abī Bišr (“As falhas de Ibn Abī Bišr”). Ele era lido principalmente pelos hambalitas.
Em meados do século XI, o vizir seljúcida ʿAmīd al-Mulk al-Kundurī, ele próprio um fanático hanafita, mandou amaldiçoar Alaxari em todos os púlpitos do país. Os seguidores da teologia alaxarita se opuseram a isso e assinaram uma carta pública redigida por al-Quschairī, na qual defendiam Alaxari contra os ataques do vizir, reafirmavam sua ortodoxia e destacavam suas realizações na refutação dos mutazilitas, xiitas e outros “dissidentes”. Também houve alguns teólogos que negaram a Alaxari a pertença ao sunismo. O maturidita Abū l-Yusr al-Bazdawī (morto em 1099), por exemplo, limitou a designação ahl as-sunna wal-ǧamāʿa somente aos maturiditas e tentou mostrar que havia diferenças doutrinárias entre Alaxari e a comunidade sunita em geral (ʿāmmat ahl as-sunna wa-l-ǧamāʿa).
Ibne ʿAsākir relata em seu escrito Tabyīn kaḏib al-muftarī que alguns hambalitas zelosos estavam ansiosos para danificar o túmulo de Alaxari e destruíram a construção sobre seu túmulo. Segundo Abū l-Fidā', a maioria dos hambalitas considerava Alaxari um infiel e achava que era permitido derramar seu sangue e o sangue dos defensores de sua doutrina. Como relata ibne ʿAsākir, alguns atribuíram a Alaxari motivos mesquinhos para sua conversão ao sunismo. Diziam que um de seus parentes havia falecido e que ele se converteu por temer que o juiz o impedisse de receber a herança. Outros teriam dito que ele se afastou das doutrinas do mutazilismo somente porque não alcançou a posição elevada que desejava entre a população.